# 골드부다
골드부다(1990년 3월 26일 ~ )는 대한민국의 래퍼, 음악 프로듀서다. 2018년
싱글 Lil Cherry - 'Motorola' 피처링으로 데뷔했다.

## 방송
- 랩:퍼블릭 (2024)

## 공연
- 2022 메가썸머 ESG 페스티벌 - 광주 (2022)
- 2022 월드 디제이 페스티벌 (2022)
- HIPHOPPLAYA FESTIVAL 2022 (2022)
- 워터밤 수원 2023 (2023)
- THE GRATEFUL CAMP 2023 - 용인 (2023)
- One Universe Festival 2023 (2023)
- 2023년 헬로 DDC 페스티벌 - 동두천 (2023)

## 수상
- 온음 최우수 힙합앨범 (2022)
- 제7회 한류힙합문화대상 신인상 (2019)